# Los Ramones
Los Ramones è un comune del Messico, situato nello stato di Nuevo León, il cui capoluogo è la località omonima.

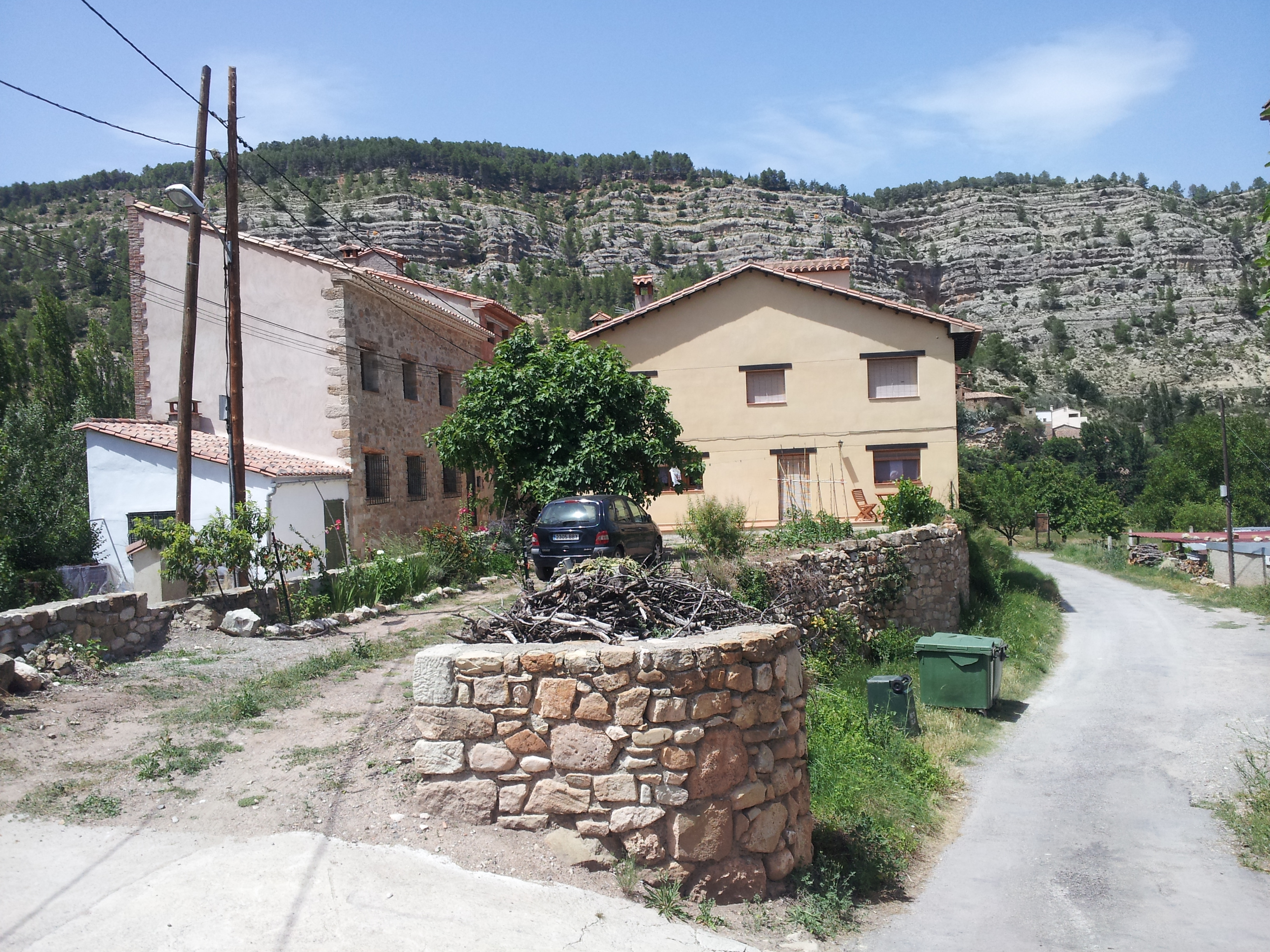
Los Ramones-Veduta